# 거울 치료법

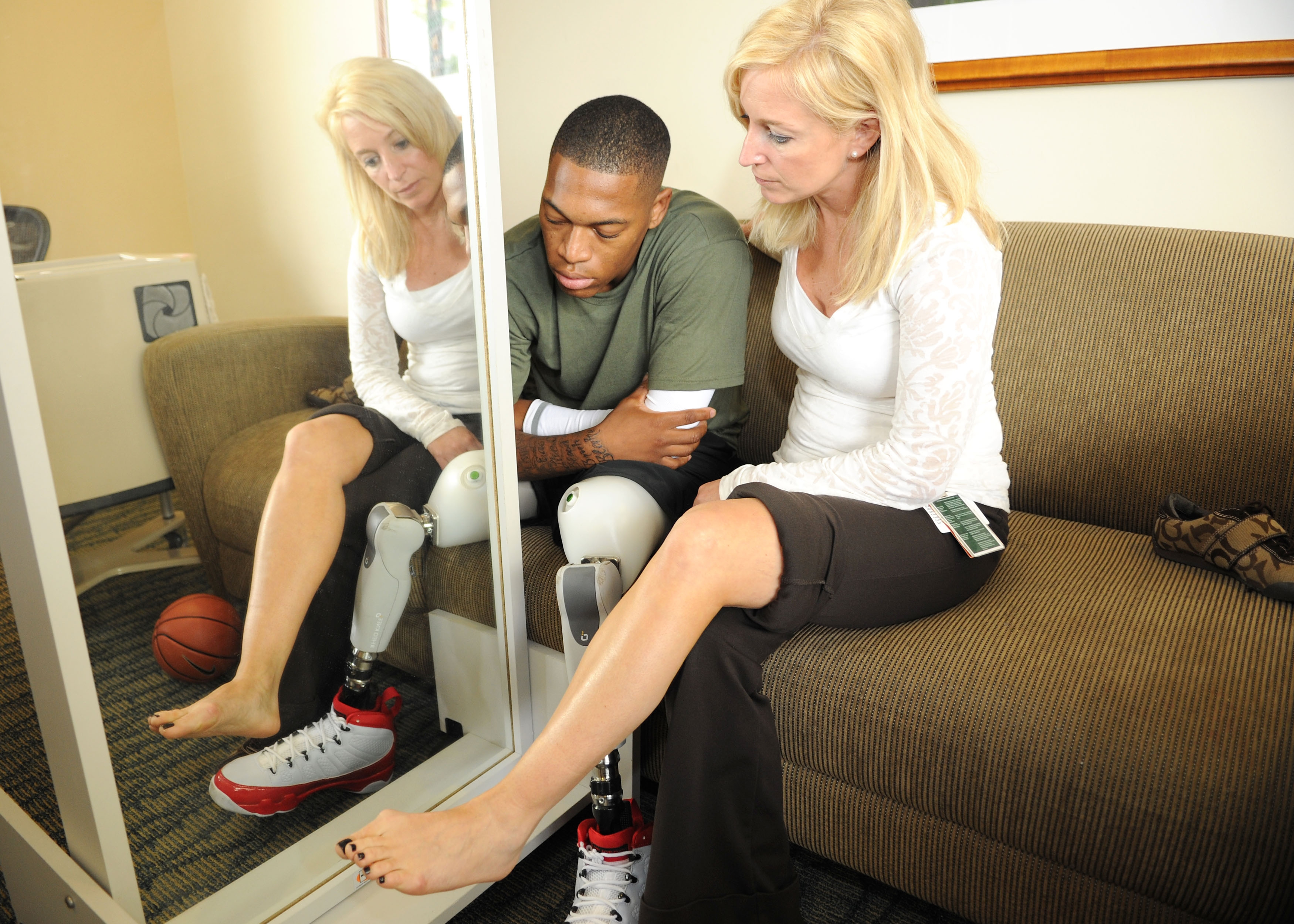
작업 치료 보조사가 헛통증을 치료하기 위해 거울 치료를 사용하는 모습

거울 치료(mirror therapy, 미러 테라피, MT) 또는 거울 시각 피드백(mirror visual feedback, 미러 비주얼 피드백, MVF)은 환자의 한쪽에 다른 쪽보다 더 영향을 미치는 통증이나 장애에 대한 치료법이다. 이 치료법은 V. S. 라마찬드란이 절단 후 헛팔다리 통증(PLP)을 겪는 환자를 치료하기 위해 고안했다. 라마찬드란은 환자의 영향을 받은 팔다리를 "거울 상자"에 넣고, 중앙에 거울을 놓아(환자의 온전한 팔다리를 향하도록) 두 개의 온전한 팔다리가 있는 시각적(및 심리적) 환상을 만들었다.
환자는 좋은 팔다리가 있는 쪽의 거울을 보고 교향곡 지휘자처럼 또는 손뼉을 칠 때처럼 "거울 대칭" 움직임을 만든다. 목표는 환자가 없어진 팔다리에 대한 통제력을 되찾았다고 상상하는 것이다. 피험자가 움직이는 좋은 팔다리의 반사된 이미지를 보므로, 헛팔다리도 움직이는 것처럼 보인다. 이 인위적인 시각 피드백을 사용하면 환자가 헛팔다리를 "움직이고" 잠재적으로 고통스러운 자세에서 팔다리를 풀 수 있게 된다.
거울 치료는 헛팔다리 통증 치료에서 시작하여 다른 종류의 일측성 통증이나 장애, 예를 들어 뇌졸중 후 환자의 편측 부전 마비 및 복합부위 통증 증후군 환자의 사지 통증 치료로 확장되었다.

## 절단 후 헛팔다리 통증

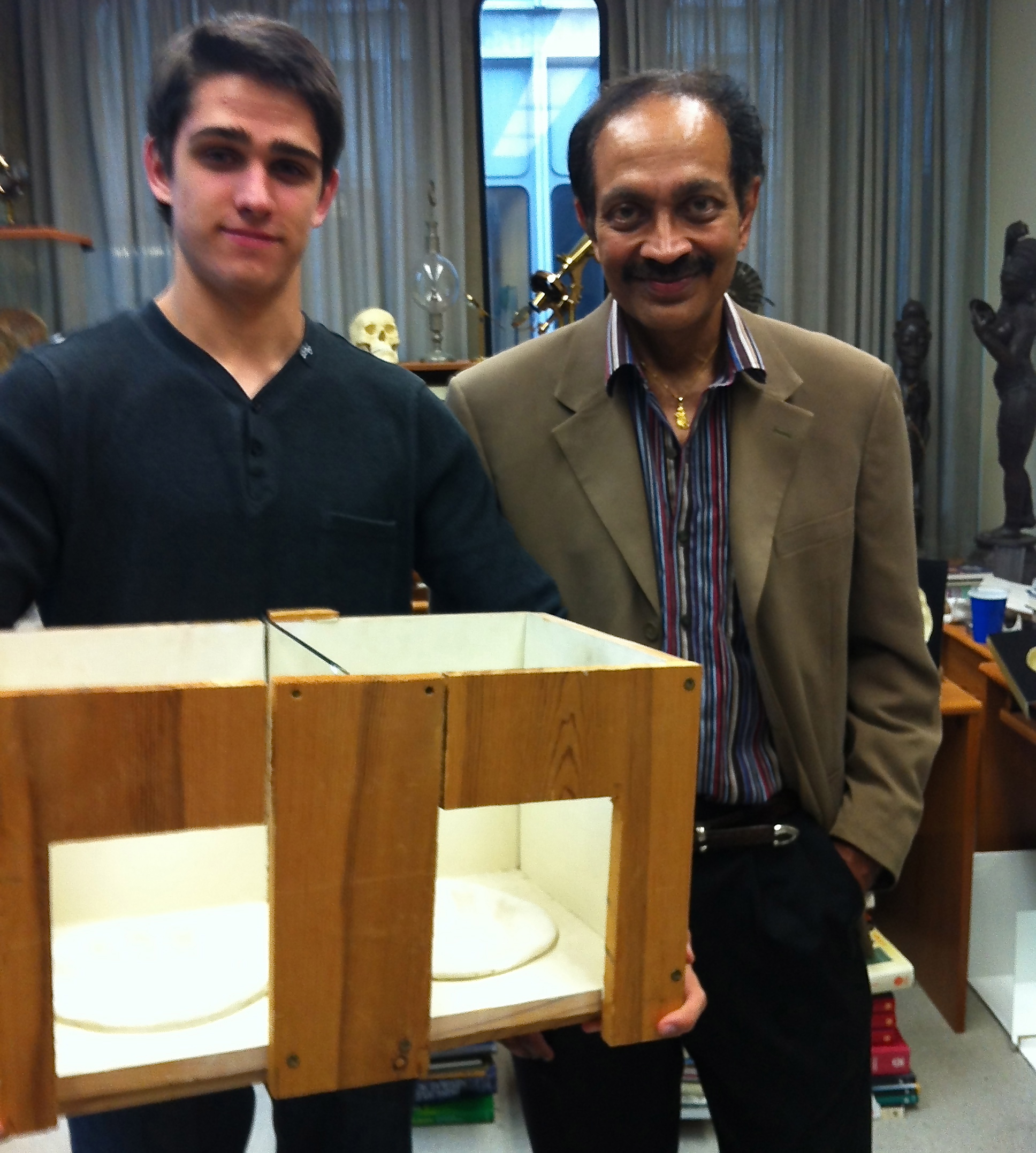
라마찬드란(오른쪽)과 그의 원래 거울 상자

거울 상자 다이어그램. 환자는 온전한 손을 한 구멍에 넣고 "환상" 손을 다른 구멍에 넣는다. 비스듬히 보면 뇌에서 두 개의 완전한 손 이미지가 생성된다.

헛팔다리 환자들이 절단 전에 실제 팔다리가 마비되었을 경우(예: 팔신경얼기 탈골로 인해) 마비되고 통증이 있는 헛팔다리를 보고할 가능성이 훨씬 더 높다는 관찰을 바탕으로, 라마찬드란과 로저스-라마찬드란은 통증이 있는 헛팔다리의 "학습된 마비" 가설을 제안했다. 그들의 가설은 환자가 마비된 팔다리를 움직이려고 시도할 때마다 팔다리가 움직이지 않는다는 감각 피드백(시각 및 고유감각을 통해)을 받았다는 것이다. 이 피드백은 헤브 학습 과정을 통해 뇌 회로에 각인되어, 팔다리가 더 이상 존재하지 않더라도 뇌는 팔다리(및 후속 헛팔다리)가 마비되었다는 것을 학습했다는 것이다.
라마찬드란은 절단 환자가 없어진 팔다리에 대한 운동 조절을 상상하는 데 도움을 주어 통증을 완화하기 위해 거울 상자를 만들었다. 거울 치료는 현재 반신마비 또는 뇌성마비와 같은 운동 장애 치료에도 널리 사용된다. Deconick 등은 2014년 리뷰에서 운동 조절 개선 및 통증 완화 메커니즘이 통증 완화 메커니즘과 다를 수 있다고 밝혔다. MVF가 감각운동 조절에 미치는 영향만을 검토한 Deconick 등은 MVF가 주로 행동 조절에서 인지적 침투를 증가시킴으로써 운동 네트워크에 강한 영향을 미칠 수 있음을 발견했다.
MVF에 대한 많은 연구가 있었지만, 많은 리뷰 기사 작성자들은 종종 사용되는 빈약한 방법론, 예를 들어 작은 표본 크기 또는 대조군 부족에 대해 불평한다. 이러한 이유로 2016년 한 리뷰(8개 연구 검토 기반)는 헛팔다리 통증에 대한 1차 치료법으로 MT를 권장하기에는 증거 수준이 불충분하다고 결론지었다.
2018년 리뷰(115개 출판물 중 2012년에서 2017년 사이에 수행된 15개 연구 기반) 또한 거울 치료(MT)에 대한 많은 보고서의 품질을 비판했지만 "MT는 PLP 완화, 일상 통증 에피소드의 강도 및 기간 감소에 효과적인 것으로 보인다. PLP에 대한 유효하고 간단하며 저렴한 치료법이다."라고 결론지었다.
헛팔다리 통증에 대한 2018년 문헌 검토에서는 거울 치료가 무작위 대조군 연구에서 통증을 감소시켰다고 밝혔다.

## 뇌졸중 후 편측 부전 마비
거울 치료는 헛팔다리 통증 치료에서 시작하여 뇌졸중 환자의 편측 부전 마비와 같은 다른 종류의 일측성 통증 및 운동 조절 상실 치료로 곧 확장되었다.
1999년에 라마찬드란과 에릭 알트슐러는 거울 기법을 절단 환자에서 약화된 사지를 가진 뇌졸중 환자의 근육 조절 개선으로 확장했다.
2016년에 발표된 한 리뷰 논문은 "거울 치료(MT)는 뇌졸중 후 편측 부전 마비 환자의 운동 회복을 향상시키는 귀중한 방법이다."라고 결론지었다.
뇌졸중 생존자의 상지 기능 회복을 위해 거울 치료와 기존 재활을 비교한 15개 연구에 대한 2017년 리뷰에 따르면 거울 치료가 기존 재활보다 회복 촉진에 더 성공적이었다.
편측마비 뇌졸중에서 회복 중인 1685명의 환자를 기반으로 한 2018년 리뷰는 거울 치료가 상당한 통증 완화를 제공하는 동시에 운동 기능 및 일상생활 활동(ADL)을 개선함을 발견했다.
2019년 리뷰 논문에 따르면 17개의 무작위 대조군 연구 중 13개 연구에서 MT가 뇌졸중 후 환자의 다리와 발에 유익하다는 것을 발견했다.
상당한 연구에도 불구하고, 2016년 기준으로 뇌졸중 거울 치료(MT)의 기저 신경 메커니즘은 여전히 불분명하다. Deconick 등은 2014년 리뷰에서 운동 조절 개선 메커니즘이 통증 완화 메커니즘과 다를 수 있다고 밝혔다.

## 복합부위 통증 증후군
거울 치료는 복합부위 통증 증후군(CRPS)에도 권장되는 치료법이다.

## 가상 현실
가상 현실과 로봇 공학도 손상된 사지의 통제력을 되찾는 시각적 환상을 제공할 수 있지만, 표준 거울 치료보다 이점이 없다.

## 같이 보기
- 신경병성 통증
- 환상목 증후군